# Eduard Weber von Webersfeld
Adalbert Eduard Friedrich Edler von Webersfeld (* 1812 in Galizien, Kaisertum Österreich; † 6. November 1847 in Wien) war ein österreichischer Tanzlehrer, Kapellmeister und Musiker im Orchester von Johann Strauss Sohn.

## Leben
Bis zum Jahr 1835 war er Tanzlehrer in der Ungarischen Leibgarde, danach bis 1841 Kapellmeister in der 1. Garnison des Kürassier-Regiments Nr. 1 des Carl Graf von Palfi, anschließend kurz am Hoftheater in Wien und bis zum Jahr 1847 im Orchester von Johann Strauss Sohn, wo er spielte und die Bälle führte, u. a. im Café Dommayer in Hietzing und auf der Schau der Soldaten des 2. Regimentes der bürgerlichen Garde. Er nahm auch an der Tournee Strauss teil, u. a. in Graz, Ungarisch-Altenburg, Pest-Ofen (heute Budapest). Webersfeld war verheiratet und hatte vier Töchter und einen Sohn.
Johann Strauss Sohn widmete Weber von Webersfeld, dessen Frau Wilhelmine (geborene Zerffi) hieß, die Wilhelminen-Quadrille op. 37 (1847).